# Aqüeducte de Canaletes
L'Aqüeducte de Canaletes és una obra de Cerdanyola del Vallès (Vallès Occidental) inclosa a l'Inventari del Patrimoni Arquitectònic de Catalunya.

## Descripció
Aqüeducte fet de maons. Es conserven 13 arcs amb una longitud total de 56 metres. Al Torrent de St. Iscle resten dos arcs més enderrocats; originàriament estaven units al conjunt esmentat.
En relació al seu origen, es creu de podria ser romà però per la seva factura es creu que podria ser del segle xviii. Segurament deuria ser contemporània les darreres obres de l'ermita de Santa Maria de les Feixes, ja que es troben maons fets malbé (passats de cocció) com el que hi ha a les capelles laterals de l'ermita.
Molt probablement, aquest aqüeducte funcionava amb el pont de Can Canaletes o Pont de Cerdanyola del Vallès. El pont de Cerdanyola, és un fragment de l'aqüeducte de Canaletes que ha estat reutilitzat com a pont i que l'Inventari del Patrimoni Arquitectònic recull per separat mentre que el Pla Especial del Patrimoni de Cerdanyola el recull juntament amb l'aqüeducte.

## Història
La cerdanyola, pàg.8. En el Mapa de Cerdanyola, hi figura l'aqüeducte amb la classificació de Romans.